# Collegio uninominale Lombardia 2 - 08
Il collegio elettorale uninominale Lombardia 2 - 08 è stato un collegio elettorale uninominale della Repubblica Italiana per l'elezione della Camera tra il 2017 ed il 2022.

## Territorio
Come previsto dalla legge elettorale italiana del 2017, il collegio era stato definito tramite decreto legislativo all'interno della circoscrizione Lombardia 2.
Era formato dal territorio di 65 comuni: Abbadia Lariana, Airuno, Annone di Brianza, Ballabio, Barzago, Barzio, Bellano, Bosisio Parini, Brivio, Bulciago, Calolziocorte, Carenno, Casargo, Cassina Valsassina, Castello di Brianza, Cesana Brianza, Civate, Colico, Colle Brianza, Cortenova, Costa Masnaga, Crandola Valsassina, Cremeno, Dervio, Dolzago, Dorio, Ello, Erve, Esino Lario, Galbiate, Garbagnate Monastero, Garlate, Introbio, Lecco, Lierna, Malgrate, Mandello del Lario, Margno, Moggio, Molteno, Monte Marenzo, Morterone, Nibionno, Oggiono, Olginate, Oliveto Lario, Pagnona, Parlasco, Pasturo, Perledo, Pescate, Premana, Primaluna, Rogeno, Sirone, Sueglio, Suello, Taceno, Torre de' Busi, Tremenico, Valgreghentino, Valmadrera, Varenna, Vercurago e Vestreno.
Il collegio era quindi interamente compreso nella provincia di Lecco.
Il collegio era parte del Collegio plurinominale Lombardia 2 - 02.

## Eletti
| Elezione | Elezione | Deputato      | Gruppo parlamentare |
| -------- | -------- | ------------- | ------------------- |
|          | 2018     | Alessio Butti | Fratelli d'Italia   |

## Dati elettorali

### XVIII legislatura
Come previsto dalla legge elettorale, 232 deputati erano eletti con sistema a maggioranza relativa in altrettanti collegi uninominali a turno unico.
| Candidati              | Candidati               | Voti    | %     | Liste                           | Voti    | %     |
| ---------------------- | ----------------------- | ------- | ----- | ------------------------------- | ------- | ----- |
|                        | Alessio Butti ✔️ Eletto | 67 361  | 50,08 | Lega                            | 44 561  | 33,13 |
| Forza Italia           | Alessio Butti ✔️ Eletto | 67 361  | 50,08 | 16 401                          | 12,19   |       |
| Fratelli d'Italia      | Alessio Butti ✔️ Eletto | 67 361  | 50,08 | 4 899                           | 3,64    |       |
| Noi con l'Italia - UDC | Alessio Butti ✔️ Eletto | 67 361  | 50,08 | 1 500                           | 1,12    |       |
|                        | Veronica Tentori        | 33 224  | 24,70 | Partito Democratico             | 28 597  | 21,26 |
| +Europa                | Veronica Tentori        | 33 224  | 24,70 | 3 480                           | 2,59    |       |
| Civica Popolare        | Veronica Tentori        | 33 224  | 24,70 | 712                             | 0,53    |       |
| Italia Europa Insieme  | Veronica Tentori        | 33 224  | 24,70 | 435                             | 0,32    |       |
|                        | Costantino Anghileri    | 25 243  | 18,77 | Movimento 5 Stelle              | 25 243  | 18,77 |
|                        | Riccardo Mariani        | 3 653   | 2,72  | Liberi e Uguali                 | 3 653   | 2,72  |
|                        | Rita Bizzoco            | 1 152   | 0,86  | CasaPound                       | 1 152   | 0,86  |
|                        | Valentina Marcucci      | 894     | 0,66  | Potere al Popolo!               | 894     | 0,66  |
|                        | Oscar Caroppo           | 813     | 0,60  | Italia agli Italiani            | 813     | 0,60  |
|                        | Giacomina Pozzi         | 754     | 0,56  | Il Popolo della Famiglia        | 754     | 0,56  |
|                        | Matteo Elia             | 328     | 0,24  | Per una Sinistra Rivoluzionaria | 328     | 0,24  |
|                        | Diego Maggi             | 309     | 0,23  | Grande Nord                     | 309     | 0,23  |
|                        | Marco Rizzelli          | 299     | 0,22  | 10 Volte Meglio                 | 299     | 0,22  |
|                        | Sabina Baggioli         | 275     | 0,20  | Partito Valore Umano            | 275     | 0,20  |
|                        | Cristina Viola          | 116     | 0,09  | PRI - ALA                       | 116     | 0,09  |
|                        | Elisabetta Piterà       | 90      | 0,07  | Blocco Nazionale per le Libertà | 90      | 0,07  |
| Totale                 | Totale                  | 134 511 | 100   |                                 | 134 511 | 100   |
|                        |                         |         |       |                                 |         |       |
| Voti non validi        | Voti non validi         | 4 802   | 3,45  |                                 |         |       |
| Votanti                | Votanti                 | 139 313 | 78,44 |                                 |         |       |
| Elettori               | Elettori                | 177 607 |       |                                 |         |       |